# Крадущийся тигр, затаившийся дракон
«Крадущийся тигр, затаившийся дракон» (кит. 臥虎藏龍, англ. Crouching Tiger, Hidden Dragon; китайское название является идиоматическим выражением, наиболее точным смысловым переводом которого на русский было бы «Тихий омут» (в тихом омуте черти водятся) — фильм в жанре уся тайваньского кинорежиссёра Энга Ли, снятый в 2000 году и ставший самым кассовым неанглоязычным фильмом в истории американского проката. Премьера состоялась 16 мая 2000 года. Премьера в России — 19 апреля 2001 года.

## Сюжет
События картины происходят в Китае времен династии Цин, в 1779 году. Ли Мубай, великий мастер боевых искусств, удалился от суеты цивилизации и практикует медитацию в горах. Его учитель Южный Журавль был когда-то отравлен Нефритовой Лисой — убийцей, которая, несмотря на запреты, захотела овладеть тайным мастерством единоборств Удан. Мубай давно хочет свести с ней счёты.
Мубай ненадолго возвращается в город, чтобы встретиться с подругой Юй Шулень, к которой он испытывает чувства. Однако он считает невозможным выразить их, поскольку она была помолвлена с его другом, хотя тот и погиб. Решив завершить свой путь воина, Мубай просит Юй Шулень отвезти его меч «Зелёная судьба» в Пекин и передать их общему покровителю, чиновнику Те. Он объясняет свою просьбу тем, что меч убил слишком много людей и теперь ему тоже пора «отдохнуть».
В доме господина Те Шулень знакомится с Юй Цзяолун, дочерью губернатора Юя. Девушка мечтает покинуть отчий дом в поисках приключений, но родители собираются выдать её замуж против её воли. Свадьба намечена через несколько дней. Тем же вечером вор в маске проникает в дом господина Те и крадёт «Зелёную судьбу». Мубай и Шулень, при помощи слуги господина Те мастера Бо, выслеживают вора до дома губернатора и узнают, что похититель — Юй Цзяолун.
Мастер Бо обращается к полицейскому Цай, который давно охотится за Лисой, с просьбой задержать вора. Нефритовая Лиса, подбросив записку, сама вызывает Бо и Цая на поединок в полночь на Жёлтом Холме.
Тем временем Мубай также прибывает в Пекин и узнаёт, что Нефритовая лиса скрывается в доме губернатора. Мастер Бо, полицейский Цай и его дочь в полночь прибывают на Жёлтый холм, собираясь задержать Нефритовую Лису. На помощь Лисе приходит неизвестная в маске, вооруженная «Зелёной судьбой». В ходе долгого поединка полицейский гибнет. В битву вмешивается Мубай и понимает, что неизвестная девушка — воин сравнимого с ним уровня мастерства, и Лиса не могла быть её учителем. Мубай предлагает девушке обучиться истинному мастерству Удан, но та высокомерно отказывается, убегая с места схватки.
На следующую ночь Юй Цзяолун снова посещает дом господина Те. Мубай ждал её появления. Он снова предлагает девушке своё наставничество. Между ними происходит короткий поединок. Мубай вооружается прутиком и отбирает меч «Зелёная судьба», объясняя противнику, что само по себе оружие не значит ничего. Девушка снова скрывается и возвращается в дом родителей. Ночью в её спальне появляется неизвестный. Из воспоминаний девушки во флешбеке раскрывается история несчастной любви к разбойнику Ло Сяоху. На следующий день во время свадебной церемонии Ло нападает на паланкин и умоляет невесту бежать с ним. Стража даёт отпор. Ло встречается с Шулень и Мубаем и говорит, что не может жить без своей любви. Мубай предлагает разбойнику успокоиться и отправляться к горе Удан. Мубай обещает Ло, что Юй Цзяолун скоро прибудет туда.
Юй Цзяолун бежит из отчего дома и перед этим снова крадет «Зелёную судьбу». Девушка появляется в закусочной и даёт понять окружающим, что она непобедимый мастер. Ближайший преступный клан присылает бойца для поединка, но девушка громит закусочную и калечит десяток человек. Юй Цзяолун не находит себе места в городе и, наконец, появляется в доме Шулень, которая поначалу принимает её миролюбиво. Однако, когда Шулень пытается забрать меч, разбирательства переходят в поединок. «Зелёная судьба» разбивает все лезвия, которыми защищается Шулень и Юй Цзяолун ранит её в руку. В последний момент на арене появляется Мубай. Юй Цзяолун бежит в ближайший бамбуковый лес, но Мубай догоняет её. Сражаясь, они добираются до берега реки. Мубай настаивает, что ей нужен учитель. Юй Цзяолун отвечает, что примет предложение, если тот в три движения отнимет клинок. Мубай забирает меч в одно движение и понимает, что противник все равно не хочет подчиниться. Он выбрасывает меч в водопад. Юй Цзяолун бросается за клинком в воду и едва не тонет. Её спасает из воды Нефритовая Лиса и выхаживает в пещере в лесу. Мубай находит убежище. Здесь же появляется Шулень. Нефритовая Лиса нападает из засады и Мубай поражает врага. Однако Лиса успевает выстрелить отравленным дротиком в шею Мубая. Воин быстро теряет силы и медитирует перед смертью. Мубай умирает на руках любимой с последним вздохом и поцелуем посвящая свою жизнь ей. Юй Цзяолун поспешно готовит противоядие, но не успевает.
Меч возвращается в дом господина Те. Юй Цзяолун приезжает к горе Удан и проводит последнюю ночь со своим возлюбленным. Утром Ло находит Юй Цзяолун стоящей на мосту. Он просит её уехать вместе с ним в пустыню. Девушка вспоминает легенду, которую он ей рассказал. Если желания чисты и человек верит в исполнение, то она прыгнет с моста в пропасть и останется жива. Юй Цзяолун бросается в бездну.

## В ролях
| Актёр       | Роль                          |
| ----------- | ----------------------------- |
| Чоу Юньфат  | мастер Ли Мубай               |
| Мишель Йео  | Юй Шулень                     |
| Чжан Цзыи   | Юй Цзяолун                    |
| Чжан Чэнь   | Ло «Тёмное облако» (Ло Сяоху) |
| Лан Сюн     | господин Те                   |
| Чжэн Пэйпэй | «Нефритовая лиса»             |
| Ли Фацзэн   | губернатор Юй                 |
| Гао Сиань   | Бо                            |

## Награды и номинации
| Награда                                          | Категория                             | Номинант                                              | Результат    |
| ------------------------------------------------ | ------------------------------------- | ----------------------------------------------------- | ------------ |
| Оскар                                            | Лучший фильм на иностранном языке     | Энг Ли                                                | Победа       |
| Оскар                                            | Лучший фильм                          | Сюй Лигун, Уильям Кхон, Энг Ли                        | Номинация    |
| Оскар                                            | Лучшая режиссура                      | Энг Ли                                                | Номинация    |
| Оскар                                            | Лучший адаптированный сценарий        | Цай Гожун, Ван Хуэйлин, Джеймс Шеймус                 | Номинация    |
| Оскар                                            | Лучшая песня к фильму                 | Хорхе Каландрельи, Тань Дунь, Джеймс Шеймус           | Номинация    |
| Оскар                                            | Лучший дизайн костюмов                | Тимми Йип                                             | Номинация    |
| Оскар                                            | Лучшая работа художника-постановщика  | Тимми Йип                                             | Победа       |
| Оскар                                            | Лучший монтаж                         | Тим Скуайрес                                          | Номинация    |
| Оскар                                            | Лучшая музыка к фильму                | Тань Дунь                                             | Победа       |
| Оскар                                            | Лучшая операторская работа            | Питер Пау                                             | Победа       |
| 2000 American Society of Cinematographers Awards | Лучшая операторская работа            | Питер Пау                                             | Номинация    |
| BAFTA                                            | Лучший фильм                          |                                                       | Номинация    |
| BAFTA                                            | Лучший не англоязычный фильм          |                                                       | Победа       |
| BAFTA                                            | Лучшая женская роль                   | Мишель Йео                                            | Номинация    |
| BAFTA                                            | Лучшая женская роль второго плана     | Чжан Цзыи                                             | Номинация    |
| BAFTA                                            | Лучшая операторская работа            | Питер Пау                                             | Номинация    |
| BAFTA                                            | Лучший грим и причёски                |                                                       | Номинация    |
| BAFTA                                            | Лучший монтаж                         | Тим Скуайрес                                          | Номинация    |
| BAFTA                                            | Лучший дизайн костюмов                | Тимми Йип                                             | Победа       |
| BAFTA                                            | Лучшая режиссура                      | Энг Ли                                                | Победа       |
| BAFTA                                            | Лучшая музыка                         | Тань Дунь                                             | Победа       |
| BAFTA                                            | Лучший адаптированный сценарий        | Цай Гожун, Ван Хуэйлин, Джеймс Шеймус                 | Номинация    |
| BAFTA                                            | Лучшая работа художника-постановщика  | Тимми Йип                                             | Номинация    |
| BAFTA                                            | Лучший звук                           |                                                       | Номинация    |
| BAFTA                                            | Лучшие визуальные эффекты             |                                                       | Номинация    |
| Broadcast Film Critics Association Awards 2000   | Лучший иностранный фильм              |                                                       | Победа       |
| Chicago Film Critics Association Awards 2000     | - Наиболее многообещающая актриса     | Чжан Цзыи                                             | Победа       |
| Chicago Film Critics Association Awards 2000     | Лучшая музыка к кинофильму            | Тань Дунь                                             | Победа       |
| Chicago Film Critics Association Awards 2000     | - Лучший оператор                     | Питер Пау                                             | Победа       |
| Chicago Film Critics Association Awards 2000     | Лучший фильм на иностранном языке     |                                                       | Победа       |
| Премия Гильдии режиссёров Америки (2000)         | Лучшая режиссура                      | Энг Ли                                                | Победа       |
| Золотой глобус                                   | Лучший фильм на иностранном языке     |                                                       | Победа       |
| Золотой глобус                                   | Лучшая режиссёрская работа            | Энг Ли                                                | Победа       |
| Золотой глобус                                   | Лучшая музыка к фильму                | Тань Дунь                                             | Номинация    |
| 20th Hong Kong Film Awards                       | Лучший фильм                          |                                                       | Победа       |
| 20th Hong Kong Film Awards                       | Лучшая режиссура                      | Энг Ли                                                | Победа       |
| 20th Hong Kong Film Awards                       | Лучший сценарий                       | Ван Хуэйлин, Джеймс Шеймус, Цай Гожун                 | Номинация    |
| 20th Hong Kong Film Awards                       | Лучший актёр                          | Чоу Юньфат                                            | Номинация    |
| 20th Hong Kong Film Awards                       | Лучшая актриса                        | Чжан Цзыи                                             | Номинация    |
| 20th Hong Kong Film Awards                       | Лучшая актриса                        | Мишель Йео                                            | Номинация    |
| 20th Hong Kong Film Awards                       | Лучшая мужская роль второго плана     | Чжан Чэнь                                             | Номинация    |
| 20th Hong Kong Film Awards                       | Лучшая женская роль второго плана     | Чжэн Пэйпэй                                           | Победа       |
| 20th Hong Kong Film Awards                       | Лучшая операторская работа            | Питер Пау                                             | Победа       |
| 20th Hong Kong Film Awards                       | Best Film Editing                     | Тим Скуайрес                                          | Номинация    |
| 20th Hong Kong Film Awards                       | Best Art Direction                    | Тимми Йип                                             | Номинация    |
| 20th Hong Kong Film Awards                       | Best Costume Make Up Design           | Тимми Йип                                             | Номинация    |
| 20th Hong Kong Film Awards                       | Best Action Choreography              | Юнь Вопхин                                            | Победа       |
| 20th Hong Kong Film Awards                       | Best Original Film Score              | Тань Дунь                                             | Победа       |
| 20th Hong Kong Film Awards                       | Best Original Film Song               | Тань Дунь, Джордж Каландрелли, Yee Kar-Yeung, Коко Ли | Победа       |
| 20th Hong Kong Film Awards                       | Best Sound Design                     | Юджин Джирти                                          | Победа       |
| Independent Spirit Awards 2000                   | Best Picture                          |                                                       | Победа       |
| Independent Spirit Awards 2000                   | Best Director                         | Энг Ли                                                | Победа       |
| Independent Spirit Awards 2000                   | Best Supporting Actress               | Чжан Цзыи                                             | Победа       |
| Los Angeles Film Critics Association Awards 2000 | Best Picture                          |                                                       | Победа       |
| Los Angeles Film Critics Association Awards 2000 | Best Cinematography                   | Питер Пау                                             | Победа       |
| Los Angeles Film Critics Association Awards 2000 | Best Music Score                      | Тань Дунь                                             | Победа       |
| Los Angeles Film Critics Association Awards 2000 | Best Production Design                | Тимми Йип                                             | Победа       |
| National Board of Review Awards 2000             | Best Foreign Language Film            |                                                       | Победа       |
| National Board of Review Awards 2000             | Top Foreign Films                     |                                                       | В шорт-листе |
| en:2000 New York Film Critics Circle Awards      | Best Cinematography                   | Питер Пау                                             | Победа       |
| Премия ассоциации кинокритиков Торонто 2000      | Лучший фильм                          |                                                       | Победа       |
| Премия ассоциации кинокритиков Торонто 2000      | Лучший режиссёр                       | Энг Ли                                                | Победа       |
| Премия ассоциации кинокритиков Торонто 2000      | Лучшая женская роль                   | Мишель Йео                                            | Победа       |
| Премия ассоциации кинокритиков Торонто 2000      | Лучшая женская роль второго плана     | Чжан Цзыи                                             | Победа       |
| Кинофестиваль в Торонто                          | Приз зрительских симпатий             | Энг Ли                                                | Победа       |
| Writers Guild of America Awards 2000             | Лучший адаптированный сценарий        | Цай Гожун, Ван Хуэйлин, Джеймс Шеймус                 | Номинация    |
| Золотая лошадь (2000)                            | Лучший художественный фильм           |                                                       | Победа       |
| Золотая лошадь (2000)                            | Лучшая режиссура                      | Энг Ли                                                | Номинация    |
| Золотая лошадь (2000)                            | Лучшая женская роль                   | Мишель Йео                                            | Номинация    |
| Золотая лошадь (2000)                            | Лучшая женская роль                   | Чжан Цзыи                                             | Номинация    |
| Золотая лошадь (2000)                            | Лучший адаптированный сценарий        | Цай Гожун, Ван Хуэйлин, Джеймс Шеймус                 | Номинация    |
| Золотая лошадь (2000)                            | Лучшая операторская работа            | Питер Пау                                             | Номинация    |
| Золотая лошадь (2000)                            | Лучший монтаж                         | Тим Скуайрес                                          | Победа       |
| Золотая лошадь (2000)                            | Лучшая арт-режиссура                  | Тимми Йип                                             | Номинация    |
| Золотая лошадь (2000)                            | Лучшая оригинальная музыка для фильма | Тань Дунь                                             | Победа       |
| Золотая лошадь (2000)                            | Best Sound Design                     | Юджин Джирти                                          | Победа       |
| Золотая лошадь (2000)                            | Лучшая хореография боевых сцен        | Юнь Вопхин                                            | Победа       |
| Золотая лошадь (2000)                            | Лучшие визуальные спецэффекты         | Лео Ло, Роб Ходгсон                                   | Победа       |

Фильм вошёл в список ста лучших фильмов мирового кинематографа журнала Empire.